# يوهان كريستوف جوتشد
يوهان كريستوف جوتشد (بالألمانية: Johann Christoph Gottsched)، كاتب وناقد ألماني، درس علوم الدين والفلسفة وعلم اللغة، وفي عام 1724 جاء إلى لايبزيغ حيث عمل هناك منذ عام 1730 أستاذاً للمنطق والميتافيزيقا، ووضع نظاماً لقواعد فن الشعر الذي أستسقاه من أُسس فلسفة كريستيان فولف ، وانتقد جوتشد الزخرفة التي اتسم بها عصر الباروك، وتطلع إلى إصلاح الأدب الألماني، وكان له في الفترة من 1730 حتى عام 1740 تأثير كبير على حركة الأدب، إلا أن تصلب آرائه منعه من كتابة الأعمال الأدبية وأدى إلى الخلاف الذي دار بينه وبين بودمر وبرايتنجر. وكانت له إسهاماته في مجال المسرح خاصة عندما تعاون مع كارولينا نويبر (1727-1741). وعمل جوتشد على تدريب الممثلين على الإلقاء وساهم في رفع مكانتهم الاجتماعية. وتعود أهمية جوتشد إلى ترجماته وإلى الصحيفة الأسبوعية الأخلاقية «المعاتبات العاقلات».

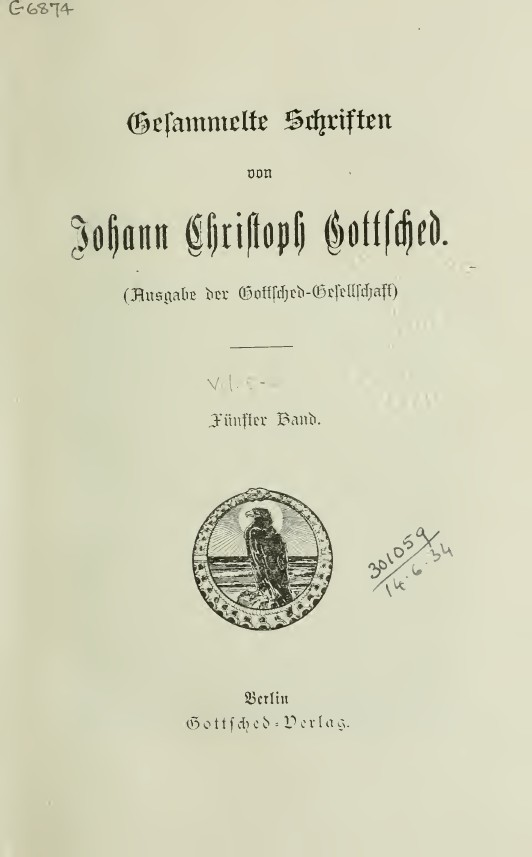
Gedichte

## أعماله
- محاولة لنقد فن الشعر للألمان «Versuch einer Critischen DichtKunst für die Deutschen».
- المشرف على الموت «Der Sterbende Cato» (تراجيديا 1732).
- أسس فن اللغة الألمانية «Grundlegung einer deutschen Sprachkunst»

## روابط خارجية
- يوهان كريستوف جوتشد على موقع الموسوعة البريطانية (الإنجليزية)
- يوهان كريستوف جوتشد على موقع ميوزك برينز (الإنجليزية)